# ありす (声優)
ありすは日本の女性声優、主にアダルトゲームに声をあてている。

## 出演作品
太字はメインキャラクター

### アダルトゲーム
時期不明
- &LOVE（椎名 真雪）
- こいらぼ（桜 花恋）
- パトガール（美浜 明日香）
- ラストストーリーはあなたへ

2002年
- Wind -a breath of heart-

2004年
- コ・コ・ロ…0（久遠寺 華澄）
- はるのあしおと（楠木 あおい）
- 終の館 〜檻姫〜（くらら）
- ホームメイド -Homemaid-（岡・クララ・直海）
- シャマナシャマナ 〜月とこころと太陽の魔法〜（リース・グリフィズ）
- 魔法とHのカンケイ。（姫宮 亜弥乃）

2005年
- きると（カナミ）
- 松島枇杷子は改造人間である。（松島 枇杷子）
- エンゲージ〜お姉様と私〜（女子学生1）
- Heaven's Cage（庭山 四季）
- キャラメルBOX やるきばこ（光瀬 葉由）

2006年
- 終末少女幻想アリスマチック（ソフィアー）
- さくらのさくころ（楠木 あおい）
- ななついろ★ドロップス（雨森 弥生）
- AR 〜忘れられた夏〜（名無しの子）

2007年
- ALICE♥ぱれーど 〜二人のアリスと不思議の乙女たち〜（アリス / 深織）
- 長靴をはいたデコ（伊藤 葉鵡）

2008年
- むすめーかー（ひかり）
- こんぼく麻雀 〜こんな麻雀があったら僕はロン!〜（白鳳 桃）
- 水平線まで何マイル? -Deep Blue Sky & Pure White Wings-（宮前 朋夏）

2010年
- メルクリア 〜水の都に恋の花束を〜（ニーナ＝マドリー）

2012年
- プリズマティックプリンセス☆ユニゾンスターズ（橘本 深織）[1]

### CD
- おにいちゃんCD（2006年7月25日）